# Lasiobelonium relicinum
Lasiobelonium relicinum är en svampart som tillhör divisionen sporsäcksvampar, och som först beskrevs av Fr., och fick sitt nu gällande namn av Ain (G.) Raitviir. Lasiobelonium relicinum ingår i släktet Lasiobelonium, och familjen Hyaloscyphaceae. Arten är reproducerande i Sverige.